# Trigonostemon albiflorus
Trigonostemon albiflorus är en törelväxtart som beskrevs av Airy Shaw. Trigonostemon albiflorus ingår i släktet Trigonostemon och familjen törelväxter. Inga underarter finns listade i Catalogue of Life.